# Tp61/613
Progettato dalla FFV, il siluro Tp61 era dotato di un'importante caratteristica, studiata da decenni ma senza successo, a causa della pericolosità, da altre nazioni: la propulsione termica ad alta energia, con perossido d'idrogeno e alcol etilico, bruciati in un motore da 12 cilindri. Un tale tipo di siluro portò alla perdita di un sottomarino inglese nel dopoguerra, ma gli svedesi riuscirono a farne un'arma affidabile e micidiale. La guida verteva sulla filoguida ma non su un sistema acustico, forse perché la velocità a cui questo siluro operava non consentiva ai sensori disponibili all'epoca di funzionare correttamente. La velocità, 45 nodi per 20km, era quindi abbinata al controllo da parte del sommergibile, e rappresentava almeno 3 volte le possibilità di un normale siluro elettrico. Peraltro si tratta di un siluro molto pesante e grande rispetto ad altri.
Il Tp613 è ancora più potente, entrato in servizio nel decennio successivo, con una autoguida attiva e un calcolatore di bordo sofisticato. Anche la portata è superiore, a parità di velocità. L'unico limite di questa potente arma, che non lascia scia nonostante i gas prodotti, è che non è bivalente: i sottomarini svedesi usano armi da 400mm assieme alle 533mm.
- Nome: Tp61
- Anno: 1967
- Ruolo: siluro AS pesante
- Produttore: FFV (SWE)
- Dimensioni: diametro 533mm, lunghezza 7m.
- Peso: 1796kg (613, 1850)
- Testata: HE da 250kg
- Propulsione: elettrica argento-zinco
- Guida: filoguida +Tp613 autoguida
- Prestazioni: velocità 45 nodi per 20 o 30km.